# Éthiopie aux Jeux olympiques
L’Éthiopie participe aux Jeux olympiques depuis 1956.

## Histoire
En 1896, les premiers Jeux olympiques de l'ère moderne sont inaugurés sur les lieux antiques. 14 nations ont participé à ces Jeux  d'Athènes.

## Bilan général
Après 2008, l'Éthiopie totalise 38 médailles (18 médailles d'or, 6 médailles d'argent et 14 médailles de bronze) en 12 participations aux Jeux olympiques (11 fois aux jeux d'été et 1 fois aux jeux d'hiver).  
L'Éthiopie n'a jamais été pays organisateur des Jeux olympiques.
Aucun athlète éthiopien n'était présent aux Jeux olympiques d'été de 1976, de 1984  ni en 1988 du fait de leur boycott.

### Par année
Les Jeux de 2000 à Sydney, ainsi que les Jeux de 2008 à Pékin ont permis à la délégation éthiopienne de glaner, 4 titres olympiques, tous obtenus en athlétisme.
C'est aux Jeux de 2000 à Sydney, que la moisson fut la meilleure avec 8 médailles (4 en or, 1 en argent et 3 en bronze).
En ce qui concerne les Jeux olympiques d'hiver, seul 1 sportif a représenté l'Ethiopie, il s'agit de Robel Teklemariam.
| Année | Médaille d'or, Jeux olympiques | Médaille d'argent, Jeux olympiques | Médaille de bronze, Jeux olympiques | Total | Rang |
| 1956  | 0                              | 0                                  | 0                                   | 0     |      |
| 1960  | 1                              | 0                                  | 0                                   | 1     | 32e  |
| 1964  | 1                              | 0                                  | 0                                   | 1     | 29e  |
| 1968  | 1                              | 1                                  | 0                                   | 2     | 32e  |
| 1972  | 0                              | 0                                  | 2                                   | 2     | 32e  |
| 1976  |                                |                                    |                                     |       |      |
| 1980  | 2                              | 0                                  | 2                                   | 4     | 20e  |
| 1984  |                                |                                    |                                     |       |      |
| 1988  |                                |                                    |                                     |       |      |
| 1992  | 1                              | 0                                  | 2                                   | 3     | 33e  |
| 1996  | 2                              | 0                                  | 1                                   | 3     | 42e  |
| 2000  | 4                              | 1                                  | 3                                   | 8     | 26e  |
| 2004  | 2                              | 3                                  | 2                                   | 7     | 30e  |
| 2008  | 4                              | 1                                  | 2                                   | 7     | 27e  |
| 2012  | 3                              | 1                                  | 3                                   | 7     | 24e  |
| 2016  | 1                              | 2                                  | 5                                   | 7     | 44e  |
| 2020  | 1                              | 1                                  | 2                                   | 4     | 56e  |
| Total | 23                             | 12                                 | 24                                  | 49    |      |

| Année | Médaille d'or, Jeux olympiques | Médaille d'argent, Jeux olympiques | Médaille de bronze, Jeux olympiques | Total | Rang |
| 2006  | 0                              | 0                                  | 0                                   | 0     |      |
| 2010  | 0                              | 0                                  | 0                                   | 0     |      |
| Total | 0                              | 0                                  | 0                                   | 0     |      |

### Par sport
Après les Jeux olympiques d'été de 2008 à Pékin, l'athlétisme est toujours le seul sport qui rapporte les récompenses aux sportifs éthiopiens.
| Place | Sport      | Médaille d'or, Jeux olympiques | Médaille d'argent, Jeux olympiques | Médaille de bronze, Jeux olympiques | Total | Record           |
| 1     | Athlétisme | 18                             | 6                                  | 14                                  | 38    | 2000 : 8 (4/1/3) |
| Total | Total      | 18                             | 6                                  | 14                                  | 38    |                  |

| Place | Sport       | Médaille d'or, Jeux olympiques | Médaille d'argent, Jeux olympiques | Médaille de bronze, Jeux olympiques | Total |
|       | Ski de fond | 0                              | 0                                  | 0                                   | 0     |
| Total | Total       | 0                              | 0                                  | 0                                   | 0     |

## Athlètes éthiopiens

### Records

#### Sportifs les plus médaillés
Le record du nombre de médailles féminines est détenu par l'athlète Tirunesh Dibaba avec 4 médailles.
Chez les hommes,  l'athlète Kenenisa Bekele est le sportif éthiopien le plus médaillé aux Jeux olympiques avec 4 médailles.

#### Sportifs les plus titrés
- 3 médailles d'or : :
  - Kenenisa Bekele (Athlétisme).
  - Tirunesh Dibaba (Athlétisme).

- 2 médailles d'or : :
  - Abebe Bikila (Athlétisme)
  - Derartu Tulu (Athlétisme)
  - Haile Gebrselassie (Athlétisme)
  - Miruts Yifter (Athlétisme)

| Nom                        | Médaille d'or, Jeux olympiques | Médaille d'argent, Jeux olympiques | Médaille de bronze, Jeux olympiques | Total |
| Kenenisa Bekele            | 3                              | 1                                  | 0                                   | 4     |
| Tirunesh Dibaba            | 3                              | 0                                  | 1                                   | 4     |
| Derartu Tulu Miruts Yifter | 2                              | 0                                  | 1                                   | 3     |
| Mamo Wolde                 | 1                              | 1                                  | 1                                   | 3     |
| Gete Wami                  | 0                              | 1                                  | 2                                   | 3     |

## Porte-drapeau éthiopien
Les Jeux olympiques de 1920 sont marqués par la première apparition du drapeau olympique et par le premier serment olympique.
En 1968, Abebe Bikila est le premier porteur officiel du drapeau éthiopien lors d'un défilé olympique.
Liste des porte-drapeau éthiopiens conduisant la délégation éthiopienne lors des cérémonies d'ouverture des Jeux olympiques d'été et d'hiver:
| Jeux             | Porte-drapeau  | Sport                   |
| ---------------- | -------------- | ----------------------- |
| Melbourne 1956   |                |                         |
| Rome 1960        |                |                         |
| Tokyo 1964       | Abebe Bikila   | Athlétisme              |
| Mexico 1968      | Abebe Bikila   | Athlétisme              |
| Munich 1972      | Mamo Wolde     | Athlétisme              |
| Montreal 1976    | Boycott        | Boycott                 |
| Moscou 1980      | Boycott        | Boycott                 |
| Los Angeles 1984 | Boycott        | Boycott                 |
| Séoul 1988       | Boycott        | Boycott                 |
| Barcelone 1992   | Addis Abebe    | Athlétisme              |
| Atlanta 1996     | Fita Bayissa   | Athlétisme              |
| Sydney 2000      | Derartu Tulu   | Athlétisme              |
| Athènes 2004     | Abel Aferalign | Boxe                    |
| Pékin 2008       | Miruts Yifter  | Athlétisme (entraîneur) |
| Londres 2012     | Yanet Seyoum   | Natation                |

| Jeux       | Porte-drapeau     | Sport       |
| ---------- | ----------------- | ----------- |
| Turin 2006 | Robel Teklemariam | Ski de fond |